# Elaphria trifissa
Elaphria trifissa là một loài bướm đêm trong họ Noctuidae.